# Notodonta angustipennis
Notodonta angustipennis är en fjärilsart som beskrevs av Paul Mabille 1881. Notodonta angustipennis ingår i släktet Notodonta och familjen tandspinnare. Inga underarter finns listade i Catalogue of Life.